# Harley Mito
Harley Mito é uma escultura de madeira de uma motocicleta estilo Harley-Davidson de 1,25 m x 2,48 m x 0,75 m esculpida por Adauto José Pereira. Ela foi presenteada ao então presidente Jair Bolsonaro em 7 de agosto de 2021 durante sua viagem a Joinville e Florianópolis. Em 15 de março de 2022, a escultura foi exposta no Palácio do Planalto, em frente ao púlpito onde Bolsonaro faz seus discursos. Ela foi retirada do Palácio do Planalto por um caminhão de mudança poucos dias após a posse de Luiz Inácio Lula da Silva, tornando-se parte do acervo pessoal de Bolsonaro.